# Niklas Holmgren

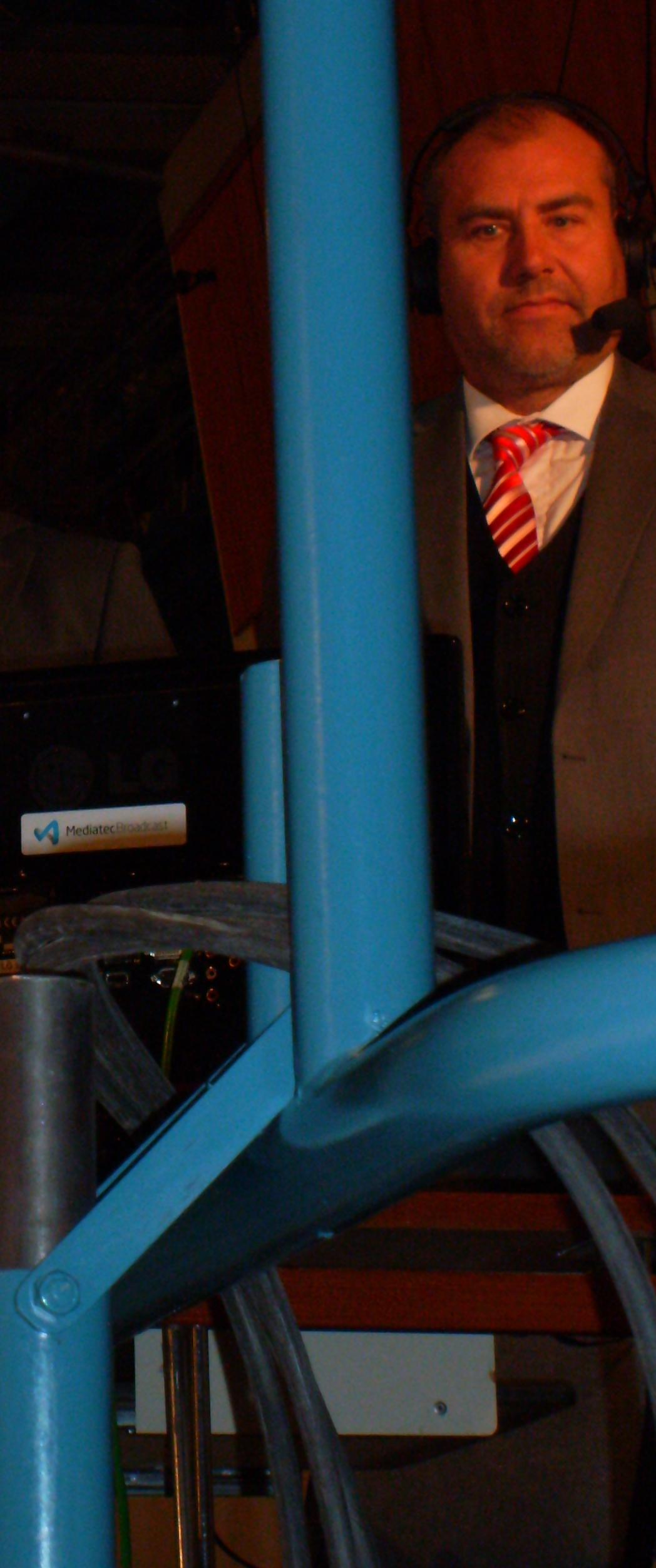
Niklas Holmgren

Bo Niklas Holmgren, född 5 februari 1966, är en svensk sportkommentator verksam på Viasats Sportkanaler.
Han är född i Järfälla och bosatt i Solna.
Holmgren, som är journalistutbildad i USA, började med TV i samband med att Eurosport lanserade sin nordiska version Eurosport Nordic 1993. Han gjorde sig senare ett namn som kommentator i samband med TV-kanalen FilmNets sportsatsningar 1995. När sedan FilmNet övertogs av Canal Plus följde Holmgren och den andre kommentatorn Anders Fredriksson med över till Canal Plus. Bolaget värvade även i samma veva över Arne Hegerfors från SVT. Förutom Elitserie- och NHL-ishockey kommenterar han även Premier League-fotboll från England.
Under sensommaren/hösten 2008 medverkade Holmgren som kommentator (röst) i Vem kan slå Filip och Fredrik på Kanal 5. Hösten 2009 gick han över till konkurrenten Viasat.
2010 kommenterade Holmgren sitt första ishockey-VM. Han kommenterade då alla Tre Kronors matcher med expertkommentatorn (som också är en före detta ishockeyspelare) Calle Johansson. Våren 2012 slutade Holmgren på Viasat, men återkom i början av 2013. Under OS i Sotji 2014 kommenterade han alla Sveriges ishockeymatcher.
Sommaren 2014 startade han podcasten Holmgren Möter via sin hemsida niklasholmgren.nu.
Holmgren har varit inblandad i samtliga Stanley Cup-matcher sedan 1993 som kommentator. Han har kommenterat Premier League sedan starten säsongen 1992/93, och har även i många år arbetat med Elitserien i ishockey och Allsvenskan i fotboll.